# Věžky (stacja kolejowa)
Věžky – stacja kolejowa w miejscowości Věžky, w kraju ołomunieckim, w Czechach. Znajduje się na wysokości 200 m n.p.m.
Na stacji nie ma możliwości zakupu biletów, a obsługa podróżnych odbywa się w pociągu. 

## Linie kolejowe
- 300 Brno - Přerov